# Etzmannsried
Etzmannsried ist ein Ortsteil des Marktes Neukirchen-Balbini im Landkreis Schwandorf des Regierungsbezirks Oberpfalz im Freistaat Bayern.

## Geografie
Etzmannsried liegt 1 Kilometer westlich von Neukirchen-Balbini und 500 Meter westlich der Staatsstraße 2150. In Etzmannsried entspringt der Laugächergraben. Er fließt in Richtung Westen, dann Südwesten, der Bodenwöhrer Bucht zu. Westlich von Etzmannsried erhebt sich der 533 Meter hohe Haselberg. 200 Meter südwestlich von Etzmannsried und 750 Meter nordwestlich in den Ödwiesen liegt jeweils eine Einöde. Diese gehören auch zu Etzmannsried.

## Geschichte
Etzmannsried (auch: Atzmansrewt, Etzmansriut, Ezmannsried) wurde 1290 erstmals schriftlich erwähnt, als Heinricus de Ezmansrivt als Zeuge bei einem Verkauf auftritt. 1298 schenkte Reynboto de Swartzenburch Güter in Etzmannsried an das Kloster Schönthal. 1310 verkaufte Henricus de Eglofsriut (Egelsried) Rechte an seinem Hof in Etzmannsried an das Kloster Schönthal. Im Sal- und Urbarbuch des Klosters Prüfening aus dem 15. Jahrhundert wurde Etzmannsried als Klosterbesitz gekennzeichnet.
Neunburg wurde zu Beginn des 16. Jahrhunderts in ein Inneres und ein Äußeres Gericht unterteilt. Das Innere Gericht umfasste den Ostteil des Gebietes und das Äußere Gericht den Westteil. Die Grenze zwischen Innerem und Äußerem Gericht verlief von Norden nach Süden: Die Ortschaften Oberauerbach, Fuhrn und Taxöldern gehörten zum Äußeren Amt, während Grasdorf, Luigendorf und Pingarten zum Inneren Amt gehörten. Etzmannsried gehörte zum Inneren Amt. Laut Musterungsregister hatte es 1572 eine Mannschaft. Etzmannsried hatte laut Amtsverzeichnis von 1622 zwei Höfe. 1783 wurde es als Dörfl erwähnt. 1797 zahlte Etzmannsried Geld- und Naturalzins von einem Anwesen an das Kloster Walderbach. Gegen Ende des 18. Jahrhunderts gehörte ein Anwesen in Etzmannsried zum Stift Fuhrn. 1808 hatte Etzmannsried zwei Anwesen. Eigentümer waren Vötter und Winkler. Beide Anwesen waren zum Kloster Walderbach grundbar.
1808 wurde die Verordnung über das allgemeine Steuerprovisorium erlassen. Mit ihr wurde das Steuerwesen in Bayern neu geordnet und es wurden Steuerdistrikte gebildet. Dabei kam Etzmannsried zum Steuerdistrikt Kleinwinklarn. Der Steuerdistrikt Kleinwinklarn bestand aus den Ortschaften Kleinwinklarn mit 15 Anwesen, Boden mit 10 Anwesen, Jagenried mit 8 Anwesen, Kitzenried mit 7 Anwesen, Poggersdorf mit 5 Anwesen, Wolfsgrub mit 3 Anwesen, Etzmannsried mit 2 Anwesen, Stadlhof mit 1 Anwesen.
1820 wurden im Landgericht Neunburg vorm Wald Ruralgemeinden gebildet. Dabei kam Etzmannsried zur Ruralgemeinde Boden. Zur Ruralgemeinde Boden gehörten die Dörfer Boden mit 10 Familien, Goppoltsried mit 6 Familien, die Weiler Etzmannsried mit 2 Familien, Hippoltsried mit 3 Familien, Oed mit 2 Familien und die Einöden Rodlseign mit 1 Familie, Stadlhof mit 1 Familie und Wirnetsried mit 1 Familie. Ab 1861 wurde Grottenthal als Teil der Gemeinde Boden aufgeführt.
Im Zuge der Gebietsreform in Bayern wurde 1972 die Gemeinde Boden aufgelöst und nach Neukirchen-Balbini eingemeindet.
Etzmannsried gehört zur Pfarrei Neukirchen-Balbini. 1997 hatte Etzmannsried 26 Katholiken.

## Einwohnerentwicklung ab 1809
| Jahr | Einwohner  | Gebäude |
| ---- | ---------- | ------- |
| 1809 | 17         | k. A.   |
| 1820 | 2 Familien | k. A.   |
| 1838 | 25         | 3       |
| 1861 | 26         | 9       |
| 1871 | 26         | 16      |
| 1885 | 23         | 3       |
| 1900 | 20         | 3       |

| Jahr | Einwohner | Gebäude |
| ---- | --------- | ------- |
| 1913 | 22        | 3       |
| 1925 | 23        | 4       |
| 1950 | 16        | 4       |
| 1961 | 14        | 3       |
| 1970 | 20        | k. A.   |
| 1987 | 22        | 5       |
| 2011 | 19        | k. A.   |